# 라듸오 데이즈
"라듸오 데이즈"는 2008년에 개봉한 대한민국의 영화이다.

## 캐스팅
- 류승범 : 로이드 역
- 이종혁 : K 역
- 김사랑 : 마리 역
- 김뢰하 : 노봉알 역
- 오정세 : 만철 역
- 황보라 : 명월 역
- 고아성 : 순덕 역
- 김광식 : 당원 1 역
- 박정표 : 당원 2 역
- 문세윤 : 당원 3 역
- 권오민 : 배달 소년 역
- 전수지 : 카카듀 마담 역
- 김영필 : 소설가 역
- 김준원 : 영화감독 역
- 박민규 : 화가 역
- 이석구 : 구두점 주인 역
- 김서원 : 오디션 사내 1 역
- 김덕현 : 오디션 사내 2 역
- 김사희 : 홍주 역
- 구본진 : 청취자 1 역
- 구본임 : 청취자 2 역
- 최배영 : 청취자 3 역
- 김수환 : 일본군대장 역
- 유병선 : 일본군 1 역
- 정영기 : 일본군 3 역
- 김병만 : 트럭 운전수 역 (특별출연)
- 안상태 : 우편국 직원 / 호송원 역 (특별출연)